# Vereinigte Arabische Staaten
Die Vereinigten Arabischen Staaten (VAS, arabisch الدول العربية المتحدة, DMG ad-Duwal al-ʿArabiyya al-Muttaḥida) waren eine lose Konföderation der aus Ägypten und Syrien bestehenden Vereinigten Arabischen Republik (VAR) mit dem Königreich Jemen (Nordjemen).
Kurz nachdem im Februar 1958 Ägypten und Syrien sich zur Vereinigten Arabischen Republik vereinigt hatten, schloss sich Nordjemen am 8. März 1958 dem neuen Staat als konföderierter Partner an, wodurch die Vereinigten Arabischen Staaten entstanden. Weitere Staaten sollten sich anschließen können. Iraks Premier Qasim wurde im Juli 1958 von seinem Stellvertreter Arif und dem syrischen Baath-Chef Aflaq zum sofortigen Anschluss an die VAR gedrängt, während die Qasim unterstützenden Kommunisten bestenfalls über einen späteren Beitritt zu den VAS zu verhandeln bereit waren. Die Beitrittsverhandlungen scheiterten jedoch 1959.
Vorgesehen waren die Koordinierung von Wirtschaft, Handel und Außenpolitik. Als höchstes Gremium der VAS wurde der Oberste Rat gebildet, der sich paritätisch aus sechs Vertretern Jemens und sechs VAR-Vertretern zusammensetzte.
Der Oberste Rat tagte allerdings nur anfangs. Das feudalistische Königreich opponierte gegen die sozialistischen Reformen der Republik. Als Ägypten in der Abwesenheit des jemenitischen Königs Ahmad ibn Yahya zu einer Kur in Italien in die Machtkämpfe zwischen ihm und seinem zum Regenten eingesetzten Sohn Muhammad al-Badr verwickelt wurde, verschlechterten sich die jemenitisch-ägyptischen Beziehungen ab dem Sommer 1959. Im Juni 1960 zog der Imam die jemenitischen Vertreter aus dem Föderationsrat zurück.
Nachdem im September 1961 die Vereinigte Arabische Republik auseinandergebrochen war, schrieb der jemenitische König im Dezember ein Spottgedicht auf Nassers Sozialismus, was faktisch den Austritt Jemens aus der Konföderation bedeutete. Nasser löste daraufhin die Vereinigten Arabischen Staaten auch formal auf.
Die Vereinigten Arabischen Staaten waren einer von vielen Versuchen im arabischen Einheitsstreben, nach dem Sturz des jemenitischen Königs Muhammad al-Badr (1962) kam es zu einem erneuten Vereinigungsversuch zwischen der VAR (Ägypten) und der neugegründeten nordjemenitischen Republik (VAR von 1963 bzw. Vereinigte Politische Führung).